# Prionostemma boliviense
Prionostemma boliviense is een hooiwagen uit de familie Sclerosomatidae.